# Svjetski kup u lacrosseu za žene
Svjetski kup u lacrosseu za žene (engleski: Women's Lacrosse World Cup, kratica: IFWLA)  se održava pod krovom Međunarodne federacije ženskih lacrosse saveza (engleski: International Federation of Women's Lacrosse Associations) svake 4 godine. Iduće natjecanje će se održati u lipnju i srpnju u SAD-u.
Prvi svjetski kup je bio 1982. godine. Održao se u Nottinghamu u Engleskoj.
Prijašnji domaćini:
- 1982.: Nottingham, Engleska
- 1986.: Philadelphia, SAD
- 1989.: Perth, Australija
- 1993.: Edinburgh, Škotska
- 1997.: Edogawa, Tokio, Japan
- 2001.: High Wycombe, Engleska
- 2005.: Annapolis, SAD
- 2009.: Prag, Češka
- 2013.: Kanada

## 1982.
- 1.  SAD
- 2.  Australija
- 3.  Kanada
- 4.  Škotska
- 5.  Engleska
- 6.  Wales

## 1986.
- 1.  Australija
- 2.  SAD
- 3.  Škotska
- 4.  Kanada
- 5.  Engleska
- 6.  Wales

## 1989.
- 1.  SAD
- 2.  Engleska
- 3.  Australija
- 4.  Kanada
- 5.  Škotska
- 6.  Wales

## 1993.
- 1.  SAD
- 2.  Engleska
- 3.  Australija
- 4.  Kanada
- 5.  Škotska
- 6.  Wales
- 7.  Japan
- 8.  Češka

## 1997.
- 1.  SAD
- 2.  Australija
- 3.  Engleska
- 4.  Wales
- 5.  Kanada
- 6.  Škotska
- 7.  Japan

## 2001.
- 1.  SAD
- 2.  Australija
- 3.  Engleska
- 4.  Kanada
- 5.  Wales
- 6.  Škotska
- 7.  Japan
- 8.  Njemačka

## 2005.
- 1. Australija
- 2. SAD
- 3. Engleska
- 4. Kanada
- 5. Japan
- 6. Wales
- 7. Škotska
- 8. Češka
- 9. Njemačka
- 10. Novi Zeland

- 1. Australija
- 2. SAD
- 3. Engleska
- 4. Kanada
- 5. Japan
- 6. Wales
- 7. Škotska
- 8. Češka
- 9. Njemačka
- 10. Novi Zeland

## 2009.
Rezultati na svjetskom kupu 2009.
1. SAD
2. Australija
3. Kanada
4. Engleska
5. Irska
6. Wales
7. Japan
8. Škotska
9. Češka
10. Njemačka
11. Haudenosaunee
12. Novi Zeland
13. Nizozemska
14. Austrija
15. Danska
16. Južna Koreja

## Osvajačice odličja
Stanje nakon Svjetskog kupa 2009.
| Država     | Zlato | Srebro | Bronca | Ukupno |
| ---------- | ----- | ------ | ------ | ------ |
| SAD        | 6     | 2      | 0      | 8      |
| Australija | 2     | 4      | 2      | 8      |
| Engleska   | 0     | 2      | 3      | 5      |
| Kanada     | 0     | 0      | 2      | 2      |
| Škotska    | 0     | 0      | 1      | 1      |